# سوزان کالینز (نویسنده)
سوزان مری کالینز (به انگلیسی: Suzanne Marie Collins) (زادهٔ ۱۰ اوت ۱۹۶۲) نویسنده تلویزیونی و رمان‌نویس آمریکایی است که بیشتر به خاطر سه‌گانه بازی‌های گرسنگی مشهور است.

## سال‌های نخستین زندگی
سوزان کالینز دختر یک افسر نیروی هوایی و فارغ‌التحصیل دانشگاه هنرهای زیبای آلاباما است.

## کتاب‌ها
در سپتامبر سال ۲۰۰۸ نشر اسکولاستیک کتاب بازی‌های گرسنگی را که نخستین کتاب سری بود به بازار عرضه نمود. کتاب تا حدود زیادی تحت تأثیر اسطورهٔ یونانی تسئوس بود. الهام‌بخش دیگر کالینز پدرش بود که در نیروی هوایی کار می‌کرد و این سبب شده بود که کالینز درک بهتری از فقر و تنگدستی پیدا کند.
دومین کتاب در سپتامبر سال ۲۰۰۹ عرضه شد و اشتعال نام گرفت. زاغ مقلد که سومین کتاب سری بود در اوت ۲۰۱۰ عرضه شد. طی ۱۴ ماه تنها در آمریکای شمالی یک و نیم میلیون نسخه از کتاب اول و دوم چاپ شد. سری بازی‌های گرسنگی برای ۶۰ هفتهٔ پیاپی در لیست پرفروش‌ترین کتاب‌های نیویورک تایمز جایگاه نخست را داشت. شرکت فیلم‌سازی لاینزگیت در سال ۲۰۰۹ اعلام کرد که فیلمی از کتاب اول این سری به همین نام بازی‌های گرسنگی ساخته خواهد شد، که این فیلم در ماه مارس ۲۰۱۲ اکران عمومی گردید.

## زندگی شخصی
کالینز با شوهرش و دو فرزندش در کنتیکت زندگی می‌کند و همچنین دو گربه وحشی دارد.